# Simon Lengenberger

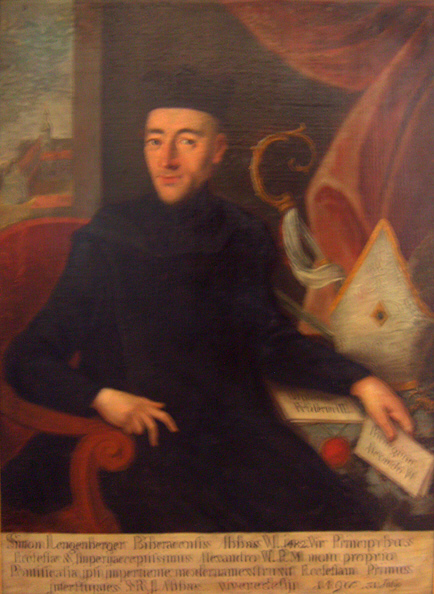
Simon Lengenberger

Simon Lengenberger OSB (* in Biberach; † 22. Februar 1498 in Ochsenhausen) war der 6. Abt der Reichsabtei Ochsenhausen im heutigen Landkreis Biberach in Oberschwaben.

## Leben
Simon trat mit fünfzehn Jahren als Novize in den Benediktinerorden ein und legte ein Jahr später seine Profess ab. Im Jahre 1482 wurde er zum Abt gewählt. Er stammte, wie schon vier seiner Vorgänger im Abtsamt, aus Biberach an der Riß. Mit einer in Innsbruck am 23. Dezember 1488 ausgestellten Urkunde verlieh Kaiser Friedrich III. dem Abt das Recht der Blutgerichtsbarkeit, verbunden mit der Erlaubnis Stock und Galgen aufzurichten. Papst Alexander VI. gab dem Abt im Jahre 1495 ungebeten die Pontifikalinsignien. In den Jahren 1494 und 1495 beschenkte Kaiser Friedrichs Nachfolger, der römisch-deutsche König und spätere Kaiser Maximilian I. das Kloster mit den Regalien und den Abt mit dem Titel eines Reichsprälaten mit Sitz und Stimme im Reichstag des Heiligen Römischen Reiches.

## Neubau Klosterkirche
1489 begann Abt Simon mit dem Neubau der Klosterkirche in gotischem Stil. Sie soll Münstern von Straßburg und Freiburg zur damaligen Zeit an Majestät nicht unähnlich gewesen sein. Am 29. Mai 1495 wurde sie vom Konstanzer Weihbischof Daniel, Titularbischof von Belline in Syrien, feierlich geweiht. Die neue Kirche hatte fünfzehn Altäre und der Hochaltar war von Jörg Sürlin aus Ulm ausgeführt. Er begann damit im Jahre 1496 und vollendete ihn im Jahr 1499 unter dem späteren Abt Hieronymus Biechelberger. Des Weiteren ließ er ein Gastgebäude errichten.

## Erwerbungen und Stiftungen
Im Jahre 1487 stiftete der Herr zu Horn die Kaplanei Fischbach. 1491 kam die Filialkirche Baltringen zum Kloster Ochsenhausen. Der bisher nach Thannheim eingepfarrte Filialort Hirschbronn wurde in die Pfarrei Steinhausen einverleibt. 1493 kaufte Abt Simon Lengenberger vom Kloster Mehrerau und teilweise vom Kloster Rot an der Rot das ganze Dorf Oberopfingen, den Weiler Bonlanden nebst einzelnen Höfen in Unteropfingen, Kirchdorf an der Iller, Kirchberg an der Iller und Binnrot. Letztere tauschte er 1496 gegen Eichenberg und Bechtenrot. Im gleichen Jahr kaufte er ein Haus in Ulm und Memmingen.
Georg Geisenhof gibt eine Beschreibung des Abtes von Bernhard Klaus wieder. „Er war ernst und dabei freundlich, zuvorkommend gefällig; gütig gegen Schwache, unerschrocken gegen Widerspenstige; im Beschließen vorsichtig, geschickt in Ausführung des Beschlossenen ein viel erfahrener Ökonom, ein seltener Freund der Wissenschaften, ein unermüdlicher Beförderer der Klosterzucht und der guten Sitten überhaupt.“ Abt Simon resignierte im Jahre 1498 und verstarb am 22. Februar 1498.